# قرة بلاغ ميان كوه (سياه منصور)
قرة بلاغ میان کوه (بالفارسية: قره بلاغ میانکوه) هي قرية تقع في إيران في قسم سیاه منصور الريفي. يقدر عدد سكانها بـ 38 نسمة بحسب إحصاء 2016.